# Kurt von Borcke (General)
Kurt Georg Mathias Siegfried von Borcke oder Kurt Henry Mathias Siegfried Rudolf von Borcke (* 21. April 1847 in Frankfurt (Oder); † 14. Dezember 1921 in Dresden) war ein preußischer Generalmajor.

## Leben

### Herkunft
Kurt von Borcke war Angehöriger des pommerschen Adelsgeschlechts Borcke. Seine Eltern waren der General Ludwig von Borcke (1804–1888) und dessen Ehefrau Karoline Adelheid, geborene Wahlert (1818–1908). General Robert von Wahlert (1817–1891) war sein Onkel.

### Werdegang
Borcke begann eine Offizierslaufbahn in der Preußischen Armee 1861 beim Kadettenkorps in Kulm und wechselte 1863 zum Berliner Kadettenhaus. 1865 war er Portepeefähnrich beim 3. Thüringischen Infanterie-Regiment Nr. 71. Er besuchte 1866 die Kriegsschule in Erfurt und nahm am Feldzug gegen Österreich, insbesondere den Schlachten bei Podol, Münchengraetz und Königgrätz teil. Bei Blumenau wurde er schwer verwundet und infolgedessen für sechs Monate an Krankenlager gebunden. Dennoch avancierte er noch im Juli 1866 zum Sekondeleutnant und erhielt für Tapferkeit das Militärehrenzeichen II. Klasse am schwarzen Bande. Hiernach war er Landwehrbezirksadjutant. Im Deutsch-Französischen Krieg nahm er 1871 an der Belagerung von Paris und dem Gefecht von Epinai teil. Er erhielt das Eiserne Kreuz II. Klasse und das Ehrenkreuz von Schwarzburg IV. Klasse. 1872 wurde er in das 6. Ostpreußische Infanterie-Regiment Nr. 43 versetzt, stieg 1874 zum Premierleutnant auf und wurde 1874 nach Karlsruhe in das Badische Leibregiment Nr. 109 versetzt. 1880 wurde Borcke, nachdem er schon früher als Kompanieführer zur Unteroffiziersschule in Weißenfels kommandiert worden war, à la suite des 81. Infanterie-Regiments gestellt und zum Hauptmann befördert. 1887 wurde er Kompaniechef und 1890 mit seiner Beförderung zum Major zum Infanterie-Regiment Nr. 71 versetzt. Borcke wurde 1892 Kommandeur des II. Bataillons im Infanterie-Regiment Nr. 96 und 1894 etatmäßiger Stabsoffizier im Regiment. 1897 avancierte er zum Oberstleutnant. Mit seinem Aufstieg zum Oberst 1899 wurde er mit Pension zur Disposition gestellt, war aber von 1899 bis 1904 noch Kommandeur des Landwehrbezirks Halle. Ebenfalls in 1904 erhielt er den Charakter als Generalmajor.

### Familie
Borcke vermählte sich 1875 mit Antonie von Klatte (1854–1922), Tochter des Rittergutsbesitzers Maximilian Eugen von Klatte auf Wernrode. Aus der Ehe sind zwei Kinder hervorgegangen:
- Else Klara Anna Wilhelmine, geb. 2. August 1876 in Wernrode, gest. 1957 ⚭ 1895 Johannes von Dassel (1863–1928), General der Infanterie der Reichswehr
- Max (1880–1954), Premierleutnant im Infanterie-Regiment Nr. 91, Regierungsrat ⚭ 1910 Adelheid Alberti (* 1884)